# رمضان‌لی
رمضان‌لی (به لاتین: Ramazanlı) یک منطقه مسکونی در جمهوری آذربایجان است که در شهرستان نفت‌چاله واقع شده است.